# Grenacheria nebulosa
Grenacheria nebulosa là một loài thực vật có hoa trong họ Anh thảo. Loài này được Philipson mô tả khoa học đầu tiên năm 1939.